# Harry von Rochow

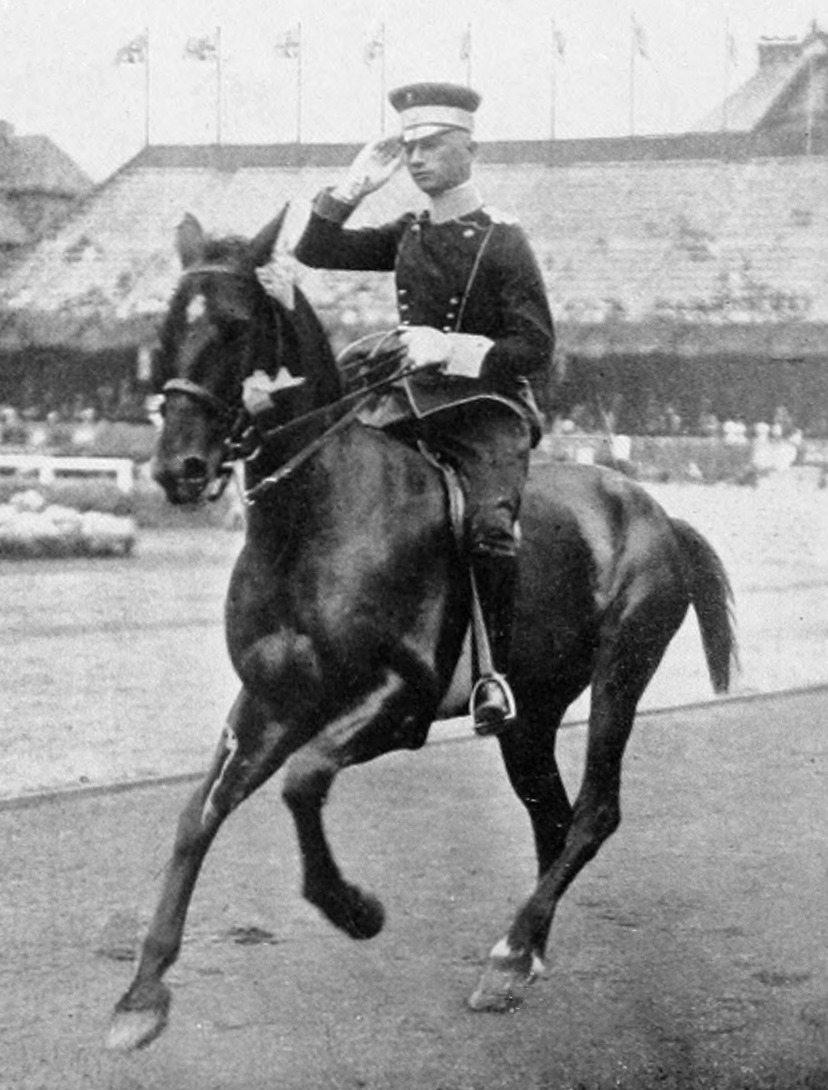
Harry von Rochow auf Idealist bei den Olympischen Spielen 1912

Friedrich Leopold Harry von Rochow (* 12. August 1881 auf Schloss Reckahn, Kreis Zauch-Belzig, Provinz Brandenburg; † 17. August 1945 ebenda) war ein deutscher Offizier, Gutsbesitzer und einer der ersten Gewinner von Olympiamedaillen im Reiten für Deutschland.

## Leben
Harry von Rochow wuchs auf dem Gut Reckahn auf, das verschiedenen Linien seiner Familie seit Jahrhunderten gehörte. Harry war der mittlere Sohn von sechs Kindern des preußischen Majors und Herrn auf den Gütern Reckahn, Göttin und Meßdunk, Hans von Rochow (1843–1919) und dessen Ehefrau Viktoria, geborene von Olearius (1857–1948).
Er gehörte zur Spitzenklasse Deutschlands in der Reitdisziplin Vielseitigkeitsreiten (Military). Bei den Olympischen Sommerspielen 1912 in Stockholm trat Oberleutnant von Rochow auf seinem Pferd „Idealist“ gemeinsam mit Oberleutnant Eduard von Lütcken, Rittmeister Carl von Moers und Leutnant Richard Graf von Schaesberg-Tannheim im Einzel- und Mannschaftswettbewerb gegen die favorisierten Mannschaften von Schweden, Frankreich und den USA an und gewann in beiden Disziplinen die Silbermedaille.
Rochows frühe Offizierskarriere begann beim Ulanen-Regiment „Hennigs von Treffenfeld“ (Altmärkisches) Nr. 16 der Preußischen Armee in Gardelegen. Am Ersten Weltkrieg nahm er als Kavallerieoffizier an der Ostfront teil. Nach einem Lungenschuss kam er zunächst in ein russisches Lazarett und dann in ein Gefangenenlager, aus dem er fliehen konnte. 1917 war Harry von Rochow Rittmeister im Leib-Kürassier-Regiment (Schlesisches) Nr. 1, abkommandiert zum Dienst im Königlichen Marstall in Berlin. Nach dem Krieg schied er als Rittmeister aus dem aktiven Dienst aus. Bis 1945 erreichte Harry den Dienstgrad Oberstleutnant.
Nach dem Tode seines Vaters 1919 erbte Rochow das 986 ha große Gut Reckahn und heiratete im gleichen Jahr Hertha, geborene von dem Hagen (1879–1967), Herrin auf Gollwitz und Plötzin, gesamt 1250 ha. Sie war die Witwe seines im Ersten Weltkrieg gefallenen ältesten Bruders Wichard von Rochow (1878–1914). Harry und Hertha waren beide Mitglieder des Brandenburgischen Landes-Verbandes der Deutschen Adelsgenossenschaft. Er auch seit 1922 Mitglied des Johanniterordens, 1937 dort Rechtsritter. Harry nahm aktiv an den Tagungen des von Rochowschen Familienverbandes teil und pflegte einen engen Kontakt mit seinem Vetter auf Plessow und Stülpe. Auf seinen Gütern betrieb Harry von Rochow, wie seit langem seine Vorfahren, eine Pferdezucht von Trakehner. Wohnsitz war hauptsächlich das Gutshaus in Gollwitz. Das Rittergut Gollwitz war eingetragenes Eigentum seiner Frau, im ökonomischen Fokus blieb hier lange die Milchviehwirtschaft. In Reckahn, im Besitz von Harry, ebenso mit großer Landwirtschaft versehen, unterhielt man einen Schweinemastbetrieb. 200 ha der Gutsfläche wurden hier parallel an Bauern verpachtet.